# Браанкамп де Алмейда, Анселму Жозе
Анселму Жозе Браанкамп де Алмейда (порт. Anselmo José Braamcamp; 23 октября 1817, Лиссабон — 13 ноября 1885, там же) — португальский политический и государственный деятель, дипломат, премьер-министр Португалии с 1879 по 1881 год. юрист.
Окончил Коимбрский университет.
Лидер Исторической партии (позднее — Прогрессивной партии Португалии), был министром королевства,
В 1879—1881 годах занимал пост главы правительства Португалии (председателя Совета министров).

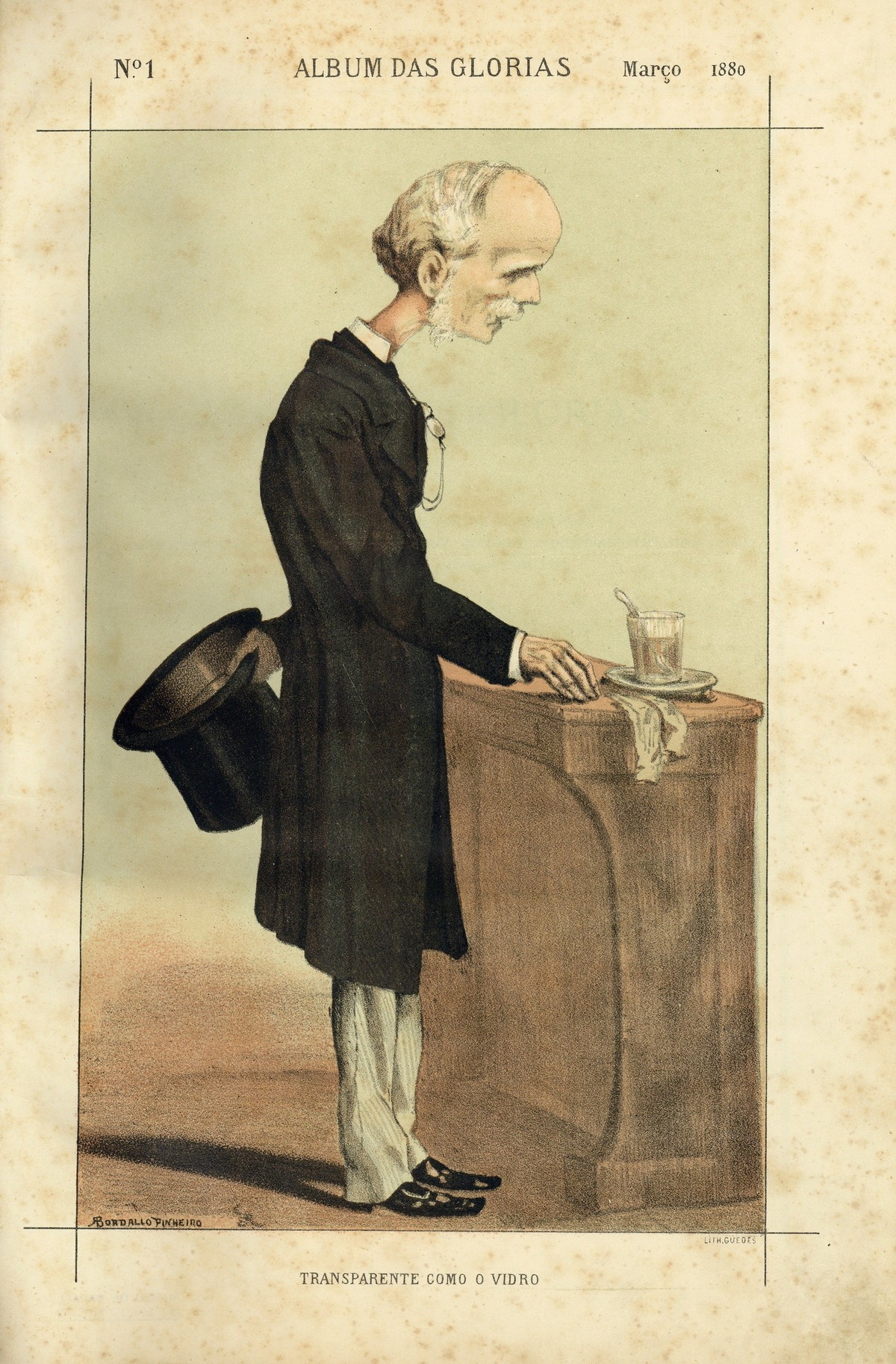
_Карикатура